# Muchachitas como tú
Muchachitas como tú é uma telenovela mexicana produzida por Emilio Larrosa para Televisa e exibida pelo Canal de las Estrellas, entre 23 de abril e 9 de novembro de 2007, substituindo Amar sin límites e sendo substituída por Tormenta en el paraíso. 
A trama é um remake da novela Muchachitas, também produzida por Emilio Larrosa em 1991. 
A trama foi protagonizada por Laura León, Ariadne Díaz, Gabriela Carrillo, Gloria Sierra, Begoña Narváez e antagonizada por Fabián Robles, Angelique Boyer, Silvia Mariscal e Claudia Troyo.

## Enredo
Isabel, Elena, Mónica e Leticia são 4 jovens de mundos diferentes porém com sonhos em comum. Mónica é rica e descobre que seu pai não é realmente quem dizia ser e todo seu mundo vai abaixo. Isabel é uma menina de classe média que vive com seus pais, e sonha em ser bailarina. Porém vê seu sonho ir por água abaixo, após o inesperado falecimento de sua mãe. Elena é pobre e tem o sonho de ser atriz, vive com sua mãe, que é uma mulher boa, que vive com medo de Pepe, seu marido alcoólatra e violento. Letícia é interesseira, porém no fundo tem bons sentimentos e sonha em ser cantora. Renega sua família por serem pobres, e muda seu nome para parecer milionária. O tempo passa até que o destino faz com essas garotas se conheçam, e sejam amigas que vão lutar para realizarem seu maiores sonhos. Elas provarão que são Muchachitas como tú.

## Elenco
| Ator/Atriz         | Personagem                                    |
| ------------------ | --------------------------------------------- |
| Laura León         | Carmen Márquez de Barbosa (Professora Carmen) |
| Ariadne Díaz       | Leticia Hernández Fernández                   |
| Begoña Narváez     | Isabel Flores Santos                          |
| Gabriela Carrillo  | Elena Olivares Cervantes                      |
| Gloria Sierra      | Mónica Sánchez-Zúñiga Vásquez                 |
| Fabián Robles      | Federico Cantú Sánchez-Zúñiga                 |
| Angelique Boyer    | Margarita Villaseñor                          |
| José Ron           | Jorge                                         |
| Silvia Mariscal    | Martha Sánchez-Zúñiga                         |
| Cecilia Gabriela   | Verónica Vásquez                              |
| Mike Biaggio       | Rodrigo Suárez                                |
| Lucero Lander      | Esperanza Fernández                           |
| Arturo Carmona     | Diego Velásquez                               |
| Dulce              | Esther Cervantes #1                           |
| Socorro Bonilla    | Esther Cervantes #2                           |
| Ana Isabel Torre   | Olivia Villaseñor Sada                        |
| Marco Méndez       | Joaquín Barbosa                               |
| Ramon Valdés Urtiz | Raúl                                          |
| Mauricio Barcelata | Roger Guzmán                                  |
| Claudia Troyo      | Lucy Montenegro                               |
| Jorge de Silva     | Valente Quintanar                             |
| Ricardo Barona     | Francisco "Pancho" Hernández                  |
| Gaby Mellado       | Alfonsina Lozano Reyes                        |
| Maria Isabel Benet | Leonor Santos                                 |
| Sergio Reynoso     | Alfredo Palacios Flores                       |
| Carlos Cámara Jr.  | José "Pepe" Olivares                          |
| Roberto Blandón    | Guillermo Sánchez-Zúñiga                      |
| Mario Casillas     | Luis Villaseñor                               |
| Silvia Manríquez   | Constanza de Villaseñor                       |
| Lorena Velázquez   | Teresa Linares                                |
| Alejandro Calva    | Abel                                          |
| Manuela Imaz       | Raquel Ortigoza                               |
| Perla Encinas      | Enriqueta                                     |
| Hugo Aceves        | Tolomeo                                       |
| Mar Contreras      | Lorena                                        |
| Karla Luna         | Gabriela                                      |
| Mariana Morones    | Renata                                        |
| Carlos Bracho      | Bernardo Barboza                              |
| Lalo "el Mimo"     | Héctor Suárez                                 |
| Alfredo Alfonso    | Comandante Rubio                              |
| Elizabeth Aguilar  | Virginia Vélez                                |
| Ricardo Silva      | Dr. Julio César                               |
| Carlos Miguel      | Vicente                                       |
| Silvia Suárez      | Angélica                                      |
| Thelma Dorantes    | Lucía                                         |
| María Raquenel     | Martina                                       |
| Oscar Traven       | Felipe Montenegro                             |
| Erika García       | Mariana                                       |
| Tania Ibáñez       | Natalia                                       |
| Patricia Ramírez   | Karen                                         |
| Yaxkin Santalucía  | Rolando                                       |
| Arturo Posada      | Turco                                         |
| Lorena de la Garza | Laura                                         |
| Lucía Zerecero     | Mercedes                                      |
| Jorge Noble        | Don Lauro                                     |
| Eduardo Liñán      | "El Diablo"                                   |
| Mario Sauret       | Professor Timoteo                             |
| Zoila Quiñones     | Professora Custodia Zamarripa                 |
| David Rencoret     | Dr. Jacobo                                    |
| Roberto Tello      | Victorino                                     |
| Ricardo Vera       | Amadeo                                        |
| Marina Marín       | Trinidad "Trini"                              |
| Joustin Roustand   | Cuco                                          |
| Isadora González   | Rocío                                         |
| Adriano Zendejas   | Patricio                                      |
| Danna Paola        | Paola Velásquez                               |
| Dylan Obed         | Claudio                                       |
| Paulina Martell    | Silvia Hernández Fernández                    |

### Participações especiais
| Ator/Atriz                 | Personagem         |
| -------------------------- | ------------------ |
| Maribel Guardia            | Ela mesma          |
| Lorena Enriquez            | Ela mesma          |
| Angélica María             | Ela mesma          |
| Eduardo De la Garza Castro | Ele mesmo          |
| Místico                    | Ele mesmo          |
| Jacqueline Voltaire        | Condutora de modas |
| Jesus More                 | Produtor de TV     |
| Victor Jiménez             | Juiz               |
| Gabriel Roustand           | Policial           |

## Audiência
A trama não obteve o mesmo sucesso da sua versão original, e alcançou apenas 10,6 pontos de média geral.

## Versões
- Versão original de Muchachitas (1991) protagonizada por Emma Laura, Tiaré Scanda, Cecilia Tijerina e Kate del Castillo.

## Prêmios e Indicações

### Prêmios TVyNovelas 2008
| Categoria                | Nomeações       | Resultado |
| ------------------------ | --------------- | --------- |
| Melhor ator antagônico   | Fabián Robles   | Indicado  |
| Melhor primeira atriz    | Silvia Mariscal | Indicada  |
| Melhr revelação feminina | Ariadne Díaz    | Indicada  |
| Melhr revelação feminina | Gloria Sierra   | Indicada  |
| Melhor atriz infantil    | Danna Paola     | Indicada  |